# تابیتا استیونز
تابیتا استیونز (انگلیسی: Tabitha Stevens؛ زاده ۱۶ فوریهٔ ۱۹۷۰) بازیگر پورنوگرافی و رقاص اهل ایالات متحده آمریکا است. او با بسیاری از بازیگران مرد پورن استار هم سکس داشته.